# غاراغوزو
غاراغوزو (بالإيطالية: Garaguso)‏ هي بلدية في مقاطعة ماتيرا في إقليم بازيليكاتا الإيطالي.

## السكان
في سنة 1861 بلغ عدد السكان 966 نسمة، وتطور العدد ليصل في سنة 2011 لـ 1٬134 نسمة.
يظهر هذا المخطط البياني تطور النمو السكاني لـ غاراغوزو